# Envers et contre tous
Pour les articles homonymes, voir Envers et contre tous (homonymie).
Pour plus de détails, voir Fiche technique et Distribution.
Envers et contre tous (Stand and Deliver) est un film américain réalisé par Ramón Menéndez, sorti en 1988. Le film est une version romancée d'une histoire vraie, celle du professeur de mathématiques Jaime Escalante. Edward James Olmos joue le rôle d'Escalante dans le film et a été nommé pour l'Oscar du meilleur acteur.

## Synopsis
Au début des années 1980, Jaime Escalante devient professeur de mathématiques au lycée James A. Garfield dans l'Est de Los Angeles. Il découvre un lycée majoritairement fréquenté par des élèves latino originaires des classes populaires et présentant de grandes difficultés scolaires et sociales. Escalante se rend vite compte du potentiel de sa classe et cherche à faire progresser ses élèves ; il leur fixe alors comme objectif de réussir un examen de mathématiques particulièrement difficile (l'AP Calculus) pour leur dernière année.
Les élèves suivent assidument une école d'été avec Escalante, mais subissent le cynisme des autres professeurs, qui les dénigrent et ne croient pas en leurs capacités. Escalante aide ses élèves à surmonter l'adversité et les préjugés, et ils finissent par réussir l'examen.
À sa grande consternation, l'organisme organisateur de l'examen (l'Educational Testing Service) met en doute les résultats, insistant sur le fait qu'il y a trop d'erreurs similaires et laisse entendre que les élèves ont triché. Escalante défend sa classe, estimant que les allégations sont fondées uniquement sur des préjugés raciaux et économiques. Il propose de faire repasser les tests aux élèves plusieurs mois plus tard et les élèves repassent le test avec succès, bien qu'ils n'aient qu'une seule journée pour se préparer, dissipant ainsi les soupçons de tricherie.

## Fiche technique
- Titre : Envers et contre tous
- Titre original : Stand and Deliver
- Réalisation : Ramón Menéndez
- Scénario : Ramón Menéndez et Tom Musca
- Production : Lindsay Law et Tom Musca
- Musique : Craig Safan
- Photographie : Tom Richmond
- Montage : Nancy Richardson
- Pays d'origine : États-Unis
- Format : Couleurs - 1,85:1 - Mono
- Genre : Drame et biopic
- Durée : 103 minutes
- Date de sortie : 1988

## Distribution
- Eliot : Tito
- Edward James Olmos : Jaime A. Escalante
- Estelle Harris : Estelle
- Carmen Argenziano : M. Molina
- Lou Diamond Phillips : Angel Guzman
- Andy García : Dr Ramirez

## Récompenses et nominations
- Récompensé à l'Independent Spirit Award du meilleur film
- Nomination à l'Oscar du meilleur acteur pour Edward James Olmos
- Nomination au Golden Globe du meilleur acteur dans un film dramatique pour Edward James Olmos
- Nomination au Golden Globe du meilleur acteur dans un second rôle pour Lou Diamond Phillips